# Penny

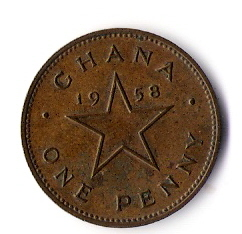
Ghánai egypennys érme

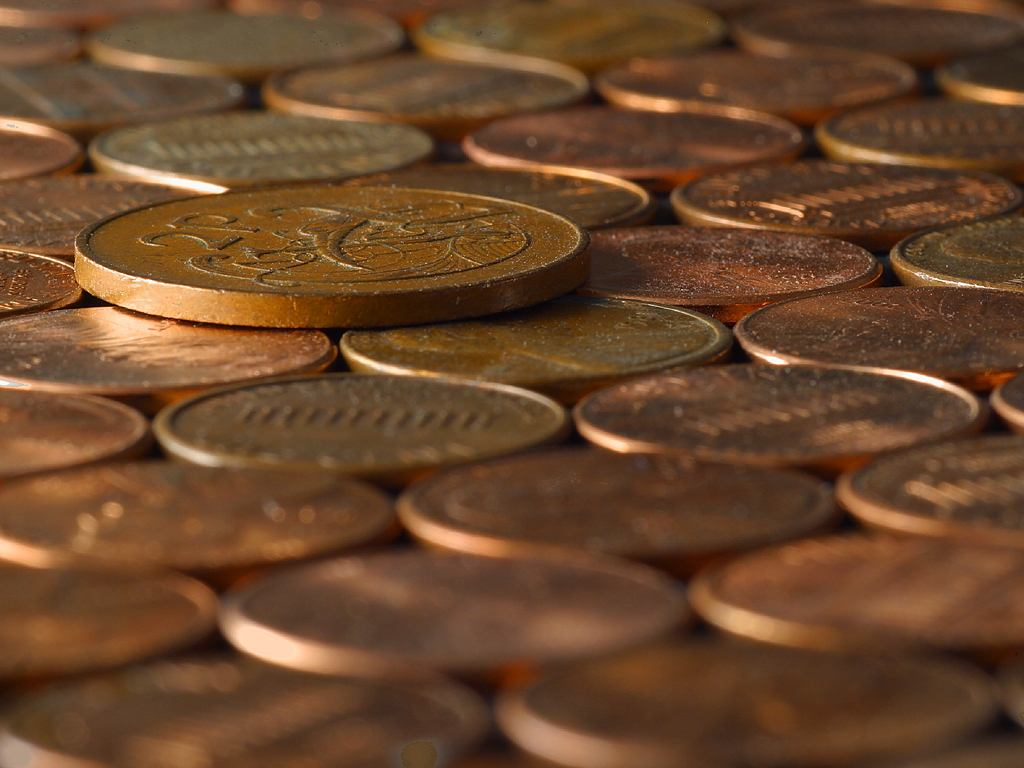
Kis értékű pénzek halmaza, köztük egy ír kétpennys és számos amerikai penny.

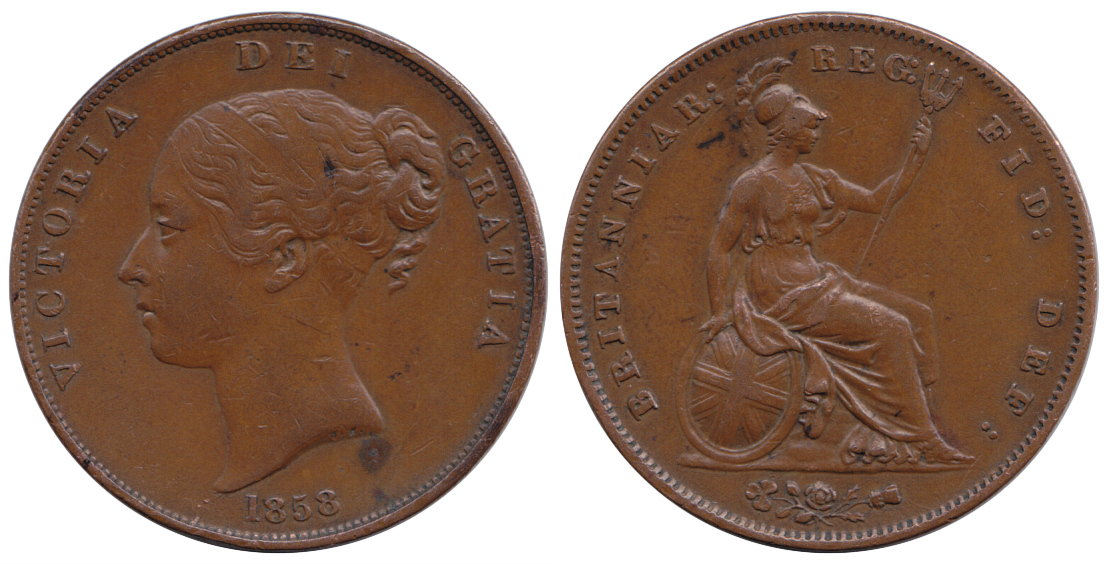
1858 brit рenny, Viktória

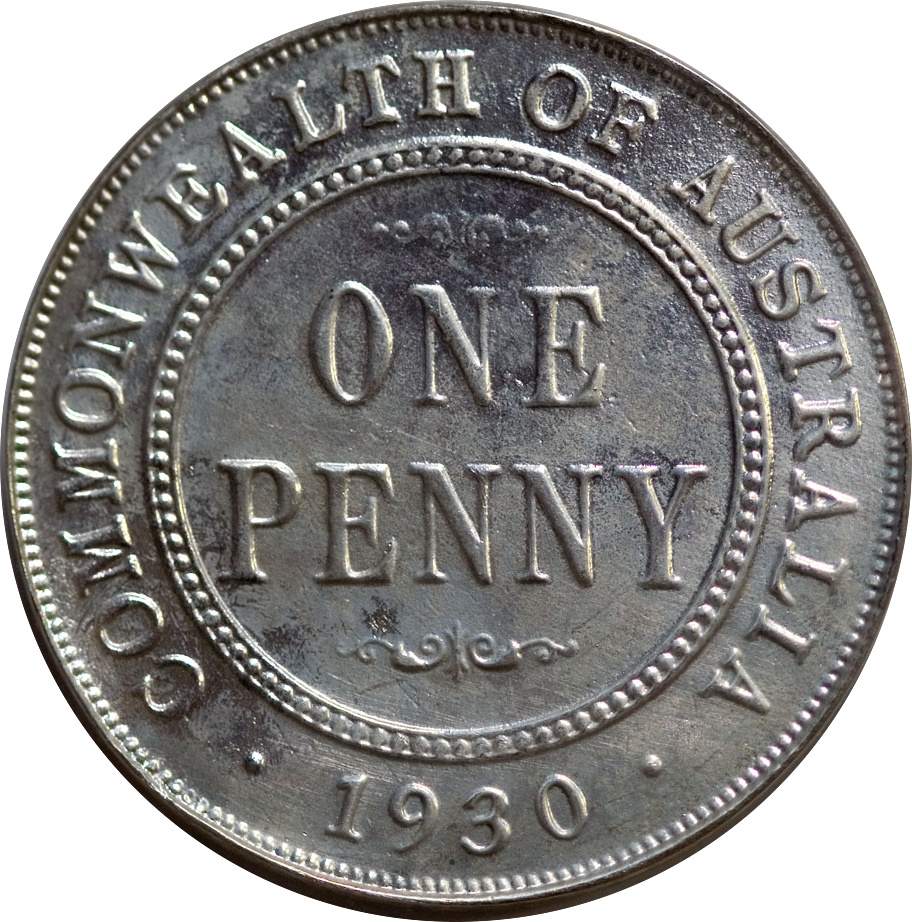
A ritka és értékes 1930-as ausztrál penny ezüstből készült másolata

A penny egy érme vagy egy olyan valutaegység, melyet számos angolul beszélő országban használnak.

## Értéke
A VIII. században Nagy Károly elrendelte, hogy egy font ezüstből 240 pennyt (vagy pfenninget) kell verni. Egy karoling font nagyjából 408 gramm volt, ebből következően egy érme nagyjából 1,7 gramm színezüstből készült.
A penny általában a legkisebb, forgalomban lévő valutanem egy országban. 
- A brit font, század része (lásd brit egypennys érme). Ugyanez volt az ír font, a gibraltári font, a Falkland-szigeteki font váltópénze is.
- 1971. február 15. előtt az angol és az ír font 240-ed részét jelentette a penny. Ugyanez volt a helyzet 1707 előtt a skót fonttal, valamint a helyi decimalizálást megelőzően Ausztráliában, Új-Zélandon és Dél-Afrikában. Ez ebben az időben a shilling 1/12-ed részét érte.
- Az amerikai és kanadai egycentes kedvelt megnevezése. Ezek a pénzek az ottani dollár 1/100-ad részét érték.

Ezen kívül számos országban a pennyvel megegyező gyökerű szó jelenti a helyi váltópénzt. Ezeket elsősorban nem angol anyanyelvűek használták. Ezek közé tartozott (tartozik) a
- fening, mely a bosnyák konvertibilis márka 1/100-ad része.
- pfennig, mely a német márka 1/100-ad része.
- penni, mely a finn márka 1/100-ad része

Az Amerikai Egyesült Államokban és Kanadában a „penny” szót magára az érmére használják, az értéket centnek nevezik. Az angolul beszélő világ többi területén a penny többes száma, ha értékre utalnak vele, és „pence”, mikor több darab érmét akarnak kifejezni vele.
Mikor brit vagy ír pénzről van szó, a decimális új penny mennyiségét egy font alatti értéknél rövidítve  a „p” utótaggal jelölik. Például 2p, 5p, 26p, 72p. Az 1971 előtti, 1 shillingnél kevesebbet érő pennymennyiséget a denarius kifejezésből kiindulva d jellel reprezentálták. Például 2d, 6d, 10d. Az új penny név és ennek módosított alakjai 1982-ben tűntek el a brit érmékről. Az ír decimális érmék csak a „p” jelet használták, hogy jelöljék a kisebb egységet.
A brit egypennyst már több mint egy évezrede használják. Ezen időszak zömében ezüstpenny volt forgalomban.

## Más használat
A költ egy pennyt brit kifejezés azt jelenti, hogy vizel. Ez onnan származik, hogy a közmosdókat a decimalizálás előtt használt egypennys bedobását követően lehetett használni. Azonban a decimalizálási nap környékén, a decimális rendszert használó pénzsorozat megjelenése körül a British Rail jobb közmosdókat helyezett üzembe (az úgynevezett Superbookat), s ennek megfelelően drágább is lett ezek használata. Ezt követően 6d volt az ára alkalmanként.
Egy pennyt találni szerencsés dolog, vagy legalábbis annak tartották, s innen ered a „Find a penny, pick it up, and all the day: You'll have good luck.” („Ha találsz egy pennyt, vedd fel és szerencsés lesz a napod.”) mondás eredete. Lehet, hogy a „See a pin and pick it up, all the day you'll have good luck.” („Ha látsz egy tűt, vedd fel, és szerencsés napod lesz.”) és hasonló versek átköltésével jött létre. Hasonló versek találhatók The Frank C. Brown Collection of North Carolina Folklore-ban és más forrásokban.

## Szegek
Amerikában a szegek méretét penny méretben mérik, melynek jelölésére a d jelet használják. (Például egy 10d-s szeg 10 pennyméret hosszú.) A d volt a brit penny decimalizálás előtti jelölése. A kisebb szám kisebb méretet, a nagyobb szám nagyobb méretet jelöl. Az 1¼ hüvelyknél (3,2 cm) rövidebb szegeket általában bradnak nevezik. Gyakran csomagban, általában csak a méretet feltüntetve árusítják. (Például ½" (12 mm), 1⅛" (28 mm), stb.)
Sokan úgy gondolják[pontosabban?], hogy azért használják a szegek méretére a penny szót, mert régebben a szegeket százas csomagokban árusították. Azokat a szegeket, melyekből 100 darabot hat pennyért adtak, a hatpennys szegek voltak. Minél nagyobb a szeg, annál többe kerül belőle egy százas csomag, s így azoknak nagyobb a pennymérete is. Ezt a csoportosítási rendszert Angliában még a XVIII. század végén is használták, azonban ma ez már régiesnek számít.

## Kritikája
A penny fizikai kezelése és számolása tranzakciós költséget jelent, ami akár magasabb is lehet, mint az elköltött pennyk névértéke. Ráadásul, ahogy az a mikrofizetési (micropayment) esetében kiderült, a vásárlási döntés (rejtett) költségével számolva a gyakorlatban a kiskereskedelmi termékek hasznos árgranularitása meghaladhatja az egypennys értéket – 5 vagy 10 pennys granularitás is elegendő lehet. Továbbá az infláció miatt időről időre a pennyk fémtartalmának értéke meghaladja a névértéküket, ami miatt pazarlóvá válik az éremhez szükséges nyersanyag kibányászása. Számos országban megszüntették az ilyen értéket képviselő érmék verését, s lépéseket tettek annak érdekében, hogy megszüntessék a pennyk használatát. Ezek közé tartozik Kanada és az USA. Azonban a kereskedők támogatják a penny használatát az ismert árképzési taktika miatt, ami kihasználja, hogy a „99 cent” végű árakat a fogyasztó kevesebbnek érzékeli.